# Периссон, Жан
Жан Периссон (фр. Jean Périsson; 6 июля 1924, Аркашон — 18 февраля 2019, Сент-Уан-л'Омон) — французский дирижёр.
Учился в Париже у Жана Фурне и в зальцбургском Моцартеуме у Игоря Маркевича. В 1952 году удостоен первой премии на Безансонском международном конкурсе молодых дирижёров.
В США с 1966 по 1980 год был постоянным гостем Оперы Сан-Франциско. Также дирижирует в Лос-Анджелесе опере , Хьюстоне , Сакраменто (Калифорния), Филадельфии, Цинциннати, Вашингтоне.
Работал в опере Ниццы, в 1965—1970 годах руководил оркестром Парижской оперы, в 1971—1975 годах — главный дирижёр Президентского симфонического оркестра Турции, гастролировал с оркестром в СССР (Рига — Вильнюс — Таллин — Москва). Много работал также с Национальным оркестром Монте-Карло и с Оперой Сан-Франциско, в которой осуществил свою наиболее известную запись — оперу Джакомо Мейербера «Африканка» с Ширли Веррет и Пласидо Доминго (1972).
Вошла в историю проведённая Периссоном в 1982 году пекинская премьера оперы Бизе «Кармен» на китайском языке; в 1997 году Периссон вернулся в Пекин для премьеры «Фауста» Гуно, также на китайском.
В 2005 году по приглашению Валерия Гергиева консультировал постановку «Кармен» в Мариинском театре в Санкт-Петербурге. Осуществил мировые премьеры оперы Александра Тансмана «Соловей в садах Боболи» и его же Шести этюдов для оркестра (обе — 1965).